# Johnny Ombach
Johannes Cornelis Nicolaas (Johnny) Ombach (Nijmegen, 7 juni 1907 – Laren, 14 juni 1975) was een Nederlands violist en dirigent.
Hij was zoon van Luberta Bernardina Helena Hofstee en ziekenverpleger Johannes Nicolaas Ombach. Hijzelf trouwde in 1934 in Amsterdam met Antje Couperus.
Zijn ouders zagen een leven in de muziek niet zitten en lieten hem eerst nog een Hogereburgerschool bezoeken. Hij zou ook enige tijd in de pianohandel werken. Toch werd hij al vroeg door de muziek aangetrokken en had stiekem geoefend en les genomen. Toen de pianohandel sloot hij zich aan bij een orkest met optredens in binnen- en buitenland  Volgens de radio-encyclopedie uit 1949 studeerde aan de muziekscholen in Nijmegen en het Koninklijk Conservatorium. Hij werd in 1930 benoemd tot onderdirigent van het Nijmeegs Symfonie Orkest Symphonia. Hij werd bekend in de jaren dertig toen hij werkte met de orkesten van de omroep, vanaf 1934 voor de Katholieke Radio Omroep. Hij gaf voornamelijk leiding aan muziek binnen het lichte klassiek repertoire zoals operettes. Hij was gespecialiseerd in Weense, Hongaarse en Roemeense muziek (destijds vallend onder het begrip zigeunermuziek). Bekendst werd hij daarin met zijn eigen septet, de Minnestrelen, het Cascade Orkest en Ensemble Frivoletta, maar Ombach trok ook wel met zijn eigen orkest door het land. Ook gaf hij muzikale leiding aan de KRO-Revue van Berry Kievits en Gerard Walden (Melodie en charme en Tijd voor jolijt). Het Cascade Orkest was deels een voortzetting van het KRO Amusementsorkest. Het Cascade Orkest verdween eind jaren zestig van de radio, Ombach zou destijds al lijden aan een ziekte. Ombach schreef zelf ook liedjes en een herkenningstune alsmede arrangementen voor zijn orkest. Zo zongen Annie Palmen en Co Hagedoorn begeleid door Ombach in 1959 De zilvren maan van Maratonga.
Hij overleed op 68-jarige leeftijd en werd gecremeerd.